# Black Pumas (álbum)
Black Pumas es el primer álbum de estudio de banda estadounidense del mismo nombre. Fue publicado el 21 de junio de 2019 a través de ATO Records. La edición de lujo fue nominada a álbum del año en la 63.ª edición de los Premios Grammy el 24 de noviembre de 2020, mientras que «Colors» recibió dos nominaciones a mejor grabación del año y mejor interpretación de raíces americanas.
El álbum alcanzó la posición número 86 en el Billboard 200 de los Estados Unidos con 10.000 unidades equivalentes a álbumes.

## Lista de canciones
Todas las canciones escritas y compuestas por Eric Burton y Adrian Quesada, excepto donde esta anotado. 
| Lista de canciones de Black Pumas |                                             |          |  |
| N.º                               | Título                                      | Duración |  |
| 1.                                | «Black Moon Rising»                         | 3:41     |  |
| 2.                                | «Colors» (Burton)                           | 4:06     |  |
| 3.                                | «Know You Better»                           | 4:09     |  |
| 4.                                | «Fire»                                      | 4:06     |  |
| 5.                                | «Oct 33» (Burton)                           | 4:49     |  |
| 6.                                | «Stay Gold» (Burton)                        | 4:35     |  |
| 7.                                | «Old Man»                                   | 3:17     |  |
| 8.                                | «Confines»                                  | 3:09     |  |
| 9.                                | «Touch the Sky»                             | 4:27     |  |
| 10.                               | «Sweet Conversations» (Burton, Joshua Blue) | 3:22     |  |

## Créditos
Créditos adaptados desde las notas de álbum.
Black Pumas
- Eric Burton – voz principal y coros, guitarra
- Adrian Quesada – guitarra, productor, ingeniero de audio, mezclas

Músicos adicionales
- Stephen Bidwell – batería
- Josh Blue – batería, guitarra
- Brendan Bond – guitarra bajo
- Art Brown – saxofón tenor
- Alexis Buffum – violín
- Lauren Cervantes – coros
- Elijah Clark – trombón
- Scott Davis – bajo eléctrico, teclado
- Jay B. Flatt – arreglos de cuerdas
- Spencer Garland – teclado
- JJ Johnson – batería
- Josh Levy – saxofón barítono
- Angela Miller – coros
- Scott Morning	– trompeta
- Trevor Nealon	– teclado
- Derek Phelps – trompeta
- Adrienne Short – violín
- JaRon Marshall - teclado
- John Speice – guitarra bajo, batería
- Jenavieve Varga – violín
- Ulrican Williams – trombón

Personal técnico
- Jon Kaplan – productor
- Jacob Sciba – ingeniero de audio, mezclas
- Stuart Sikes – ingeniero de audio, mezclas
- Erik Wofford – ingeniero de audio, mezclas
- JJ Golden – masterización

## Posicionamiento
| Gráfica (2019–22)                                | Pico de posición |
| ------------------------------------------------ | ---------------- |
| Bélgica (Flandes) (Ultratop 200 Albums)          | 57               |
| Bélgica (Valonia) (Ultratop 200 Albums)          | 79               |
| Países Bajos (Album Top 100)                     | 46               |
| Francia (SNEP)                                   | 112              |
| Alemania (Offizielle Top 100)                    | 51               |
| España (PROMUSICAE)                              | 81               |
| Suiza (Schweizer Hitparade)                      | 58               |
| Estados Unidos (Billboard 200)                   | 86               |
| Estados Unidos (Billboard Independent Albums)    | 11               |
| Estados Unidos (Billboard Americana/Folk Albums) | 4                |